# マクラーレン・MP4/4
マクラーレン・MP4/4 (McLaren MP4/4) は、マクラーレンが1988年のF1世界選手権に投入したフォーミュラ1カーである。

## 概要
MP4/4の設計は1987年夏の終わりごろから本格的にスタートした。エンジンをTAG（ポルシェ）からホンダに変更したが、チーフデザイナであるスティーブ・ニコルズによると、このホンダとの契約が正式締結され明らかにされるのが9月4日（1987年イタリアグランプリで発表）と遅かったため、白紙の状態から6か月でデザインを完了させなければならなかった。
設計開始が遅れたため、シーズンオフの間、ホンダエンジンを使った実走テストにはMP4/3Bが使用された。MP4/4がシェイクダウンを行ったのは開幕戦の11日前で、イモラで行われたシーズン前テストの最終日だった。
1988年シーズン開幕戦から最終戦まで使用され、圧倒的な強さで全16戦中15勝を記録し、アイルトン・セナに自身初のドライバーズタイトルとマクラーレンにコンストラクターズタイトルをもたらした。このときに記録した93.75%という勝率は、2023年にレッドブルが更新するまで35年間最高勝率であり続けた。

## 構造
当初、1988年に向けてのモノコックデザインはマクラーレンの元テクニカルディレクターであったジョン・バーナードがデザインした前年用「MP4/3」をリファインして使用する予定であった。しかし、レギュレーションが安全性向上のため改訂されドライバーの足を前車軸より後ろに下げる規定（新フットボックス規定）が定められたこと、ブラバムからゴードン・マレーが加入していたことなどが重なり、MP4/3までの大柄なスタイルから一変。MP4/4はマレーが2年前に設計し「フラットフィッシュ（ヒラメ）」の異名をとったブラバム・BT55とよく似て全高が低く、ドラッグが少ないデザインとなった。
マレーの風洞実験によるデータでは、シートの角度を通常より寝た姿勢となる35度にすることで、7％優れた空力特性を得られる利点が判明していた。7％数字が変わるというのはそれまで聞いたことも無い数値であり、マレーはブラバム所属時代のBT55設計時からこのアイディアの導入を強く望んでいた。マクラーレン合流後にスティーブ・ニコルズとニール・オートレイにも図面を見せ、コンセプトに賛同を得られたことからMP4/4のドライバーポジションは強く寝ているマシンとなった。マレーによると、このマシンに乗る際にドライバーはそれまでには無かったような角度に体を斜めに寝かせ、首を立てる姿勢になるが、それには慣れが必要で特にプロストは姿勢よく背中を立てた状態で座りたがるスタイルのため、シェイクダウン直後のテストではプロスト用のシートは角度を上げてアジャストしていた。しかしそれだとヘルメットの位置が理想より上になってしまうため気流を遮断してしまい、セナよりタイムで損をするだけでなくコクピット内に大量の空気が入り込むことが判明したので、プロスト用のシートポジション設定はかなり時間がかかった。マレーの要請により、搭載したホンダのRA168Eエンジンも、前年型のRA167Eからクラッチとフライホイールを小径化することなどで全高は50mm以上、クランクシャフト位置は28mm下げられ、ワイズマンシステムを基にした3軸ギアボックスの採用など、各部に低重心化が図られていた。マレーによれば、サスペンションジオメトリーはBT55と全く同じとのことである。
モノコックを低くしたためフロントサスペンションは前年までのようなプッシュロッドがレイアウトできず、ガイドローラーを介したプルロッドとなった。
ターボエンジン最終年のこの年、燃料搭載量が195Lから150Lに引き下げられ、ターボエンジンに求められる燃費性能はより厳しくなった。しかしホンダはこの条件を逆手にとり、低燃費ハイパフォーマンス技術を駆使して他のエンジンメーカーを圧倒した。
ホンダ・RA168Eエンジンは大きく3つの仕様が投入された。開幕戦のブラジルGPではXE1型と呼ばれるものが使われたが、第2戦のサンマリノGPではXE2型を投入した。XE1型ではスロットルバルブが各シリンダに配置されていたが、XE2型ではスロットルバルブがエアチャンバーの手前に移動された。これはターボの過給圧を2.5バール以下でより正確にコントロールするためである。第4戦メキシコGPでは、より高回転で高出力を得ることができるXE3型が投入された。これは主に高地対策によるもので（メキシコGPは高度2300mのメキシコシティで開催のため）同GPのみで使用。以後のレースではXE2型が使用された。
シーズン前半までは、サイドポッド上面にシュノーケル状のダクトを設け、そこからターボへと空気を送り込んでいたが、第8戦イギリスGPではサイドポッド上のダクトを廃し、サイドポッド前端から入る空気をターボに送り込むようにダクトをデザイン変更したマシンを持ち込んだ。ところが初日である金曜日にこのマシンは不調だったため、その金曜の夜のうちにシュノーケル状のダクトを付けた仕様に戻され土曜日の予選を戦ったが、ポールポジションをフェラーリのゲルハルト・ベルガーにさらわれてしまい、MP4/4が1988年シーズンで唯一ポールポジションを逃したグランプリとなった。また決勝でもシュノーケル状のダクトが使用された。
イギリスGPの次戦第9戦ドイツGPには再びダクトをサイドポッド内に移動したマシンが持ち込まれ、以後最終戦まで同形状のマシンが使用された。

## スペック

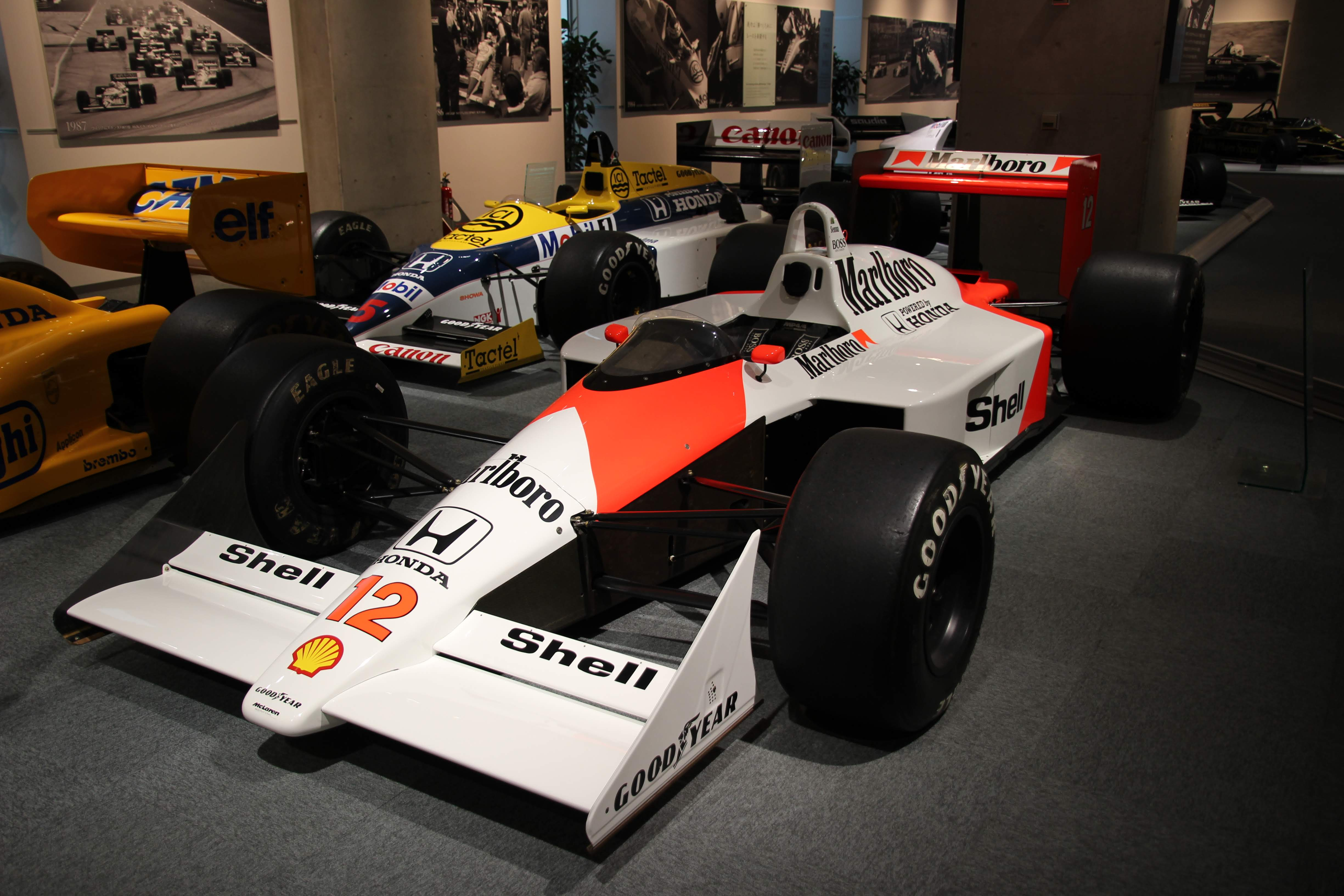
アイルトン・セナ車(ホンダコレクションホール所蔵)

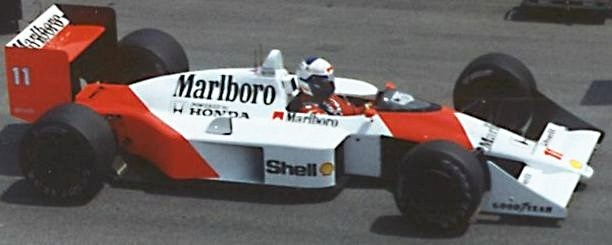
1988年カナダGPにてアラン・プロストが駆るMP4/4

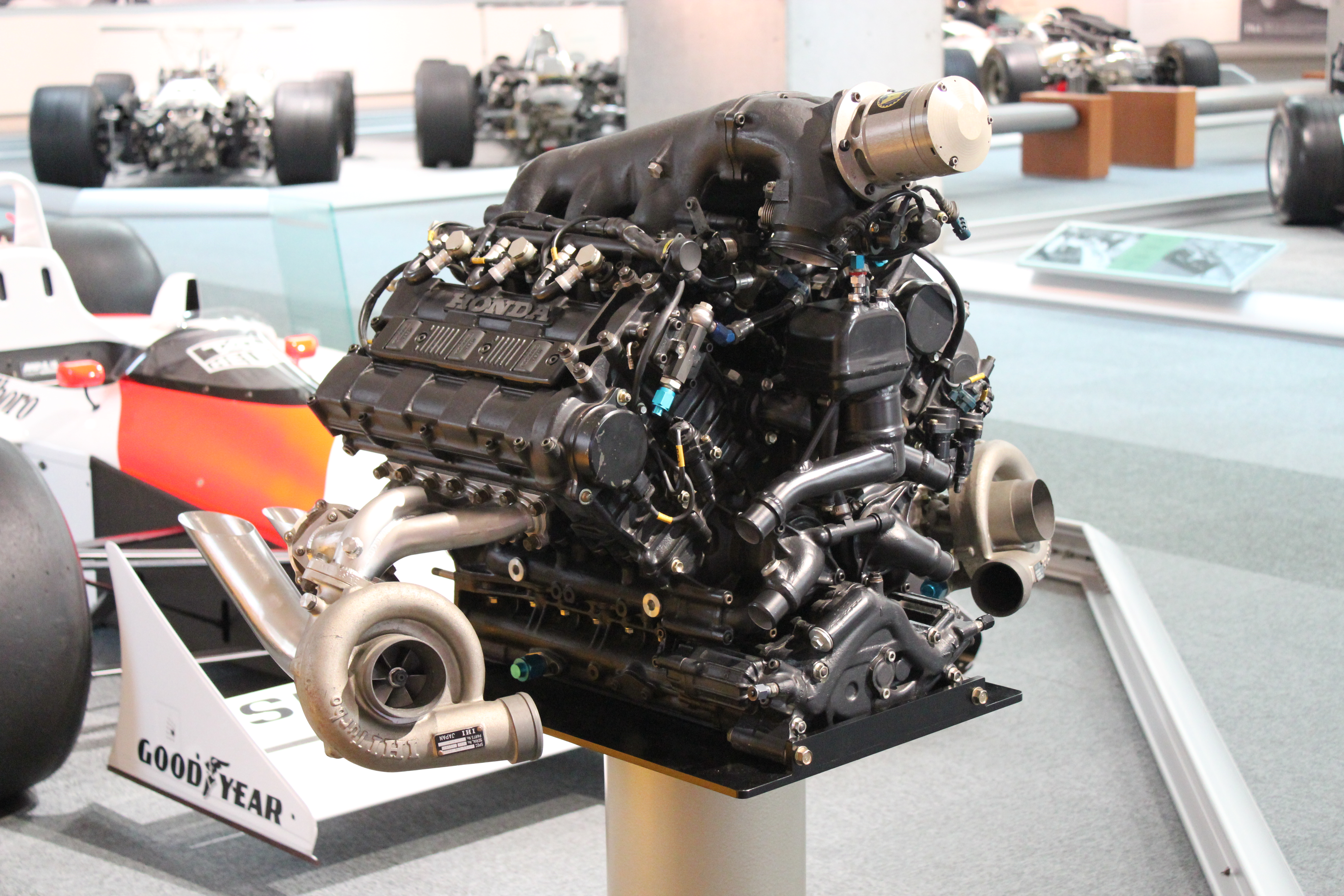
ホンダRA168Eエンジン

### シャーシ
- シャーシ名 MP4/4
- シャーシ構造 カーボンファイバー/ハニカムコンポジット複合構造モノコック
- ホイールベース 2,875mm
- 前トレッド 1,824mm
- 後トレッド 1,670mm
- クラッチ AP
- ブレーキキャリパー ブレンボ
- ブレーキディスク・パッド SEP
- ホイール スピードライン
- タイヤ グッドイヤー

### エンジン
- エンジン名 ホンダRA168E
- 気筒数・角度 V型6気筒ターボ・80度
- 排気量 1,494cc
- ターボ IHIツインターボ
- ピストンボア 79 mm
- ストローク 50.8 mm
- 圧縮比 9.4
- 最高回転数 12,300回転以上
- 最大出力 685ps(最大ブースト圧時1500ps)
- 重量 146kg
- イグニッション ホンダPGM-IG
- インジェクション ホンダPGM-FI
- スパークプラグ NGK
- 燃料 シェル　（トルエン84%,ノルマルヘプタン16%）
- 潤滑油 シェル

## シャーシ履歴
MP4/4はMP4/4-1からMP4/4-6までの6台が製造された。開幕戦のブラジルGPにはMP4/4-1からMP4/4-3までの3台が用意された。
MP4/4は、MP4/4-3を除く5台が勝利を挙げた。シーズン終了後、翌シーズンからの自然吸気エンジンテスト用のシャーシが3台新造された。これらはMP4/4Bと呼ばれ、インダクションポッド付きのボディカウルをまとった車両を用いてテストが行われた。

## 成績
開発着手の遅れの影響が懸念されていたが、MP4/4は開幕当初から他チームを圧倒する速さと高い信頼性を発揮した。全16戦中、イギリスGPを除く15回のポールポジションと、イタリアGPを除く15回の勝利、全てのレースでどちらかが「完走」を記録。ワンツーフィニッシュは10回を数え、獲得したコンストラクターズポイントは199点で、2位フェラーリ(65ポイント)の3倍以上の、F1史上でも類を見ない記録を打ち立てた。
アラン・プロストとアイルトン・セナの両マクラーレンドライバーによって争われたドライバーズチャンピオン争いは、7勝のプロストに対し8勝を挙げたセナのものとなった。セナにとっては初のドライバーズタイトルとなった。獲得総ポイントではプロストが105ポイント、セナが94ポイントと、プロストが上回るが、有効ポイント制によりベスト11戦のリザルトが有効とされた（この場合、セナが90ポイント、プロストが87ポイント）。
| 年   | No.      | ドライバー | 1   | 2   | 3   | 4   | 5   | 6   | 7   | 8   | 9   | 10  | 11  | 12  | 13  | 14  | 15  | 16  | ポイント | ランキング |
| 年   | No.      | ドライバー | BRA | SMR | MON | MEX | CAN | DET | FRA | GBR | GER | HUN | BEL | ITA | POR | ESP | JPN | AUS | ポイント | ランキング |
| ---- | -------- | ---------- | --- | --- | --- | --- | --- | --- | --- | --- | --- | --- | --- | --- | --- | --- | --- | --- | -------- | ---------- |
| 1988 |          |            |     |     |     |     |     |     |     |     |     |     |     |     |     |     |     |     |          |            |
| 11   | プロスト | 1          | 2   | 1   | 1   | 2   | 2   | 1   | Ret | 2   | 2   | 2   | Ret | 1   | 1   | 2   | 1   | 199 | 1位      |            |
| 12   | セナ     | DSQ        | 1   | Ret | 2   | 1   | 1   | 2   | 1   | 1   | 1   | 1   | 10  | 6   | 4   | 1   | 2   | 199 | 1位      |            |

- 太字はポールポジション、斜字はファステストラップ、DSQは失格、Retは途中棄権。
- 第1戦ブラジルGPのセナはスタートやり直しの際マシンを乗り換えたため失格。